# Todd Stashwick

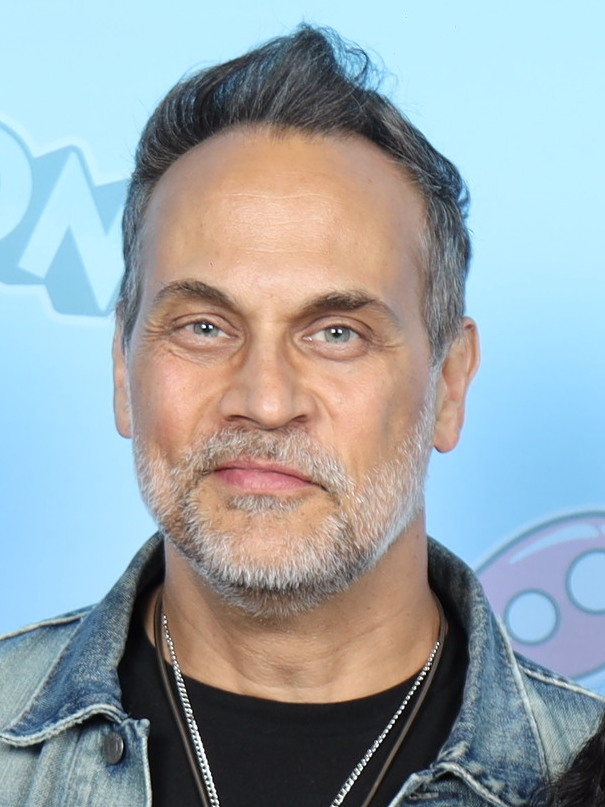
Todd Stashwick (2023)

Todd Stashwick (* 16. Oktober 1968 in Chicago, Illinois) ist ein US-amerikanischer Schauspieler. Bekannt ist er für einmalige Auftritte in diversen, sehr beliebten US-amerikanischen Serien; meistens ist er nur in einer Episode zu sehen. Hauptrollen hatte er in Serien wie The Riches als Dale Malloy, in Heroes als Eli, in Justified als Ash Murphy oder als Pater Kieran O’Connell in The Originals.

## Leben
Stashwick wurde in Chicago geboren und wuchs in einem Vorort Chicagos auf. In Jugendzeiten arbeitete er in The Second City, einem Improvisationstheater. Er besuchte die Illinois State University in Normal. Nach seinem Abschluss arbeitete er wieder für The Second City und bereiste in dieser Zeit diverse Großstädte. Auch war der für gewisse Zeit Teil des Ensembles von The Hothouse in Los Angeles und Hoof! in Liverpool. Daneben ist er auch als Drehbuchautor oder Co-Produzent gefragt. So wirkte er an der Storyline eines von Electronic Arts und Visceral Games geschaffenen Star-Wars-Spiels mit.
Auch ist er als Synchronsprecher aktiv. So war seine Stimme beispielsweise in Phineas und Ferb oder in neueren Filmen von Tom und Jerry zu hören.
Seit 1997 ist er mit Charity Stashwick verheiratet.

## Karriere
1997 war er in einer Episode der Serie Remember WENN als Link zu sehen. Dies war seine erste Filmrolle. Es folgte 1998 eine Besetzung in einer Folge der Serie Law & Order. Neben Rollen in kleinen Fernsehproduktionen folgten Rollen in TV-Serien wie Angel – Jäger der Finsternis, Buffy – Im Bann der Dämonen, CSI: Vegas, American Dreams, Malcolm mittendrin, Monk, Star Trek: Enterprise, CSI: NY, Still Standing oder How I Met Your Mother. Eine Hauptrolle hatte er in der Serie The Riches, sowie in Heroes inne. Jüngste Serien unter Stashwick Mitwirkung waren Teen Wolf, Gotham und Criminal Minds. Von 2013 bis 2014 spielte er in The Originals die Rolle des Kieran O’Connell, der Pater der ortsansässigen Kirche, der während der Übergangsphase vom Menschen zum Vampir getötet wird.

## Filmografie (Auswahl)
- 1997: Remember WENN
- 1999: Law & Order (Fernsehserie, Folge 8x14)
- 1999, 2008: Law & Order: Special Victims Unit (Law & Order: New York, Fernsehserie, Folge 1x03, 9x15)
- 2000: Angel – Jäger der Finsternis (Fernsehserie, Folge 1x22)
- 2001: Buffy – Im Bann der Dämonen (Fernsehserie, Folge 6x04)
- 2001: Diagnose: Mord (Fernsehserie, Folge 8x07)
- 2002: CSI – Den Tätern auf der Spur (Fernsehserie, Folge 3x01)
- 2002: MDs (Fernsehserie, Folgen 1x02, 1x08–1x09)
- 2002–2003: American Dreams (Fernsehserie, vier Folgen)
- 2003: Criminal Intent – Verbrechen im Visier (Fernsehserie, Folge 02x22)
- 2003: Malcolm mittendrin (Malcolm in the Middle, Fernsehserie, Folge 5x06)
- 2004: Monk (Fernsehserie, Folge 3x03)
- 2004: Star Trek: Enterprise (Fernsehserie, Folge 4x09)
- 2004, 2011: CSI: Miami (Fernsehserie, Folgen 2x16, 10x04)
- 2005: CSI: NY (Fernsehserie, Folge 2x02)
- 2005–2006: Still Standing (Fernsehserie, vier Folgen)
- 2005–2007: Weeds – Kleine Deals unter Nachbarn (Weeds) (Fernsehserie, zwei Folgen)
- 2006: How I Met Your Mother (Fernsehserie, Folge 2x08)
- 2006–2007: Familienstreit de Luxe (The War at Home, Fernsehserie, vier Folgen)
- 2007–2008: The Riches (Fernsehserie, 20 Folgen)
- 2008: Supernatural  (Fernsehserie, Folge 4x05)
- 2008: Ghost Whisperer – Stimmen aus dem Jenseits (Ghost Whisperer, Fernsehserie, Folge 4x08)
- 2009: The Mentalist (Fernsehserie, Folge 1x11)
- 2009–2010: Heroes (Fernsehserie, sechs Folgen)
- 2010: Friendship (Derryl)
- 2012: Justified (Fernsehserie, vier Folgen)
- 2012: Hawaii Five-0 (Fernsehserie, Folge 3x03)
- 2013: Criminal Minds (Fernsehserie, Folge 9x05)
- 2013–2014: The Originals (Fernsehserie, 12 Folgen)
- 2014–2015: Teen Wolf (Fernsehserie, Folgen 3x13–3x14, 5x01)
- 2014–2015: Gotham (Fernsehserie, Folge 1x08, 2x01)
- 2015–2018: 12 Monkeys (Fernsehserie, 32 Folgen)
- 2019: Kim Possible
- 2020: Out of Play: Der Weg zurück (The Way Back)
- 2020: Denk wie ein Hund (Think Like a Dog)
- 2020: S.W.A.T. (Fernsehserie, 3 Folgen)
- 2020: L.A.’s Finest (Fernsehserie, 1 Folge)
- 2021: Violet
- 2021: 9-1-1: Lone Star (Fernsehserie, 2 Folgen)
- 2023: Star Trek: Picard (Fernsehserie, 10 Folgen)